# محمود عبدالوهاب (قارئ)
محمود عبد الوهاب قارئ قرآن عراقي ومدرس للغة العربية من مواليد 1985.